# Nannochorista andina
Nannochorista andina is een schorpioenvlieg uit de familie van de Nannochoristidae. De wetenschappelijke naam van de soort is voor het eerst geldig gepubliceerd door Byers in 1989.
De soort komt voor in Chili en Argentinië.